# Модлиця (Лодзинське воєводство)
Модлиця (пол. Modlica) — село в Польщі, у гміні Тушин Лодзький-Східного повіту Лодзинського воєводства.
Населення — 334 особи (2011).

## Демографія
Демографічна структура станом на 31 березня 2011 року:
|          | Загалом | Допрацездатний вік | Працездатний вік | Постпрацездатний вік |
| -------- | ------- | ------------------ | ---------------- | -------------------- |
| Чоловіки | 164     | 30                 | 120              | 14                   |
| Жінки    | 170     | 28                 | 98               | 44                   |
| Разом    | 334     | 58                 | 218              | 58                   |